# Alimboulé
Alimboulé (auch: Alamboulé, Alemboulé, Allamboulé) ist ein Dorf in der Landgemeinde Bankilaré in Niger.

## Geographie
Das von einem traditionellen Ortsvorsteher (chef traditionnel) geleitete Dorf befindet sich rund elf Kilometer südwestlich des Hauptorts Bankilaré der gleichnamigen Landgemeinde und des gleichnamigen Departements Bankilaré in der Region Tillabéri. Zu weiteren Siedlungen in der Umgebung von Alimboulé zählen Tara im Osten und Korogoussou im Südosten.
Alimboulé liegt im Dünengebiet im Westen Nigers. Es herrscht das Klima der Sahelzone vor, mit einer durchschnittlichen jährlichen Niederschlagsmenge zwischen 300 und 400 mm. Nordöstlich des Dorfes erstreckt sich der 60 Hektar große See Mare d’Alimboulé.

## Geschichte
Im Jahr 2001 wurden bei einem Aufforstungsprogramm in Alimboulé 4000 Pflanzen gesetzt.

## Bevölkerung
Bei der Volkszählung 2012 hatte Alimboulé 124 Einwohner, die in 13 Haushalten lebten. Bei der Volkszählung 2001 betrug die Einwohnerzahl 478 in 59 Haushalten und bei der Volkszählung 1988 belief sich die Einwohnerzahl auf 497 in 64 Haushalten.